# Università (metropolitana di Napoli)
Università è una stazione della linea 1 della metropolitana di Napoli.

## Storia
Nella prima fase progettuale la stazione portava il nome di Bovio, tratto dalla piazza omonima in cui essa è situata, ma fu poi cambiato in concomitanza con la modifica del tracciato della linea 1. Progettata dall'architetto Alessandro Mendini e dal designer Karim Rashid, fu costruita dal 1999 al 2010 e venne infine attivata il 26 marzo 2011. La sua realizzazione ha comportato un investimento complessivo di circa 90,6 milioni di euro.
Nel settembre 2011, pochi mesi dopo la sua apertura, la stazione è stata insignita del premio "Emirates Leaf International Award" a Londra, riservato ai migliori progetti di interior design.

## Strutture e impianti
La stazione è sotterranea ed occupa una superficie di 4 792 m², con un'area di intervento pari a 11 300 m². La profondità della stazione è di 31 metri, presenta una pendenza dell'1% e dispone di 17 impianti e 2 uscite: una posta dinanzi al palazzo della Borsa, sede della Camera di Commercio di Napoli, e l'altra sul marciapiede opposto, con il vano ascensore. La loro particolarità sta nell'essere rivestite di piastrelle incise.
La stazione fa parte del circuito delle stazioni dell'arte, grazie alla presenza di colori e pannelli molto suggestivi che catturano l'attenzione dei pendolari. In particolare i due colori base sono il fucsia e il verde acido che sono propri ognuno di una delle due banchine, il primo per la banchina in direzione Piscinola-Scampia, il secondo per la banchina in direzione Centro Direzionale. A cominciare dal piano delle obliteratrici sono presenti le particolari sculture disegnate da Rashid, tra cui la più suggestiva, chiamata Synapsi, che vuole ricordare il reticolo neurale del cervello, anticipando gli effetti che generano gli ambienti sottostanti. Balzano all'occhio anche le due colonne nere modellate come un profilo umano continuo, definito conversational profile, il cui soggetto raffigurato è proprio Rashid. Lungo le banchine, i pannelli che rivestono i muri presentano effetti stereoscopici tridimensionali, mentre ai mezzanini intermedi si possono incontrare altri giochi ottici luminosi. Degne di nota, infine, le raffigurazioni di Dante e Beatrice, dai colori vivi, sui gradini di accesso alle banchine.

## Servizi
La stazione dispone di:
- Accessibilità per portatori di handicap
- Scale mobili
- Emettitrice automatica biglietti
- Stazione video sorvegliata

## Luoghi e vie
Data la sua vicinanza alla zona portuale, permette di accedere alle zone di via Depretis, di via Colombo, di via Marina e del corso Umberto I, una delle strade più commerciali di Napoli. È possibile  inoltre raggiungere dalla stazione anche le varie facoltà universitarie presenti nei dintorni, quali quelle di giurisprudenza, scienze politiche, lettere e filosofia della Federico II e le sedi storiche dell'Orientale.

## Interscambi
- Fermata filobus
- Fermata autobus

## Galleria d'immagini

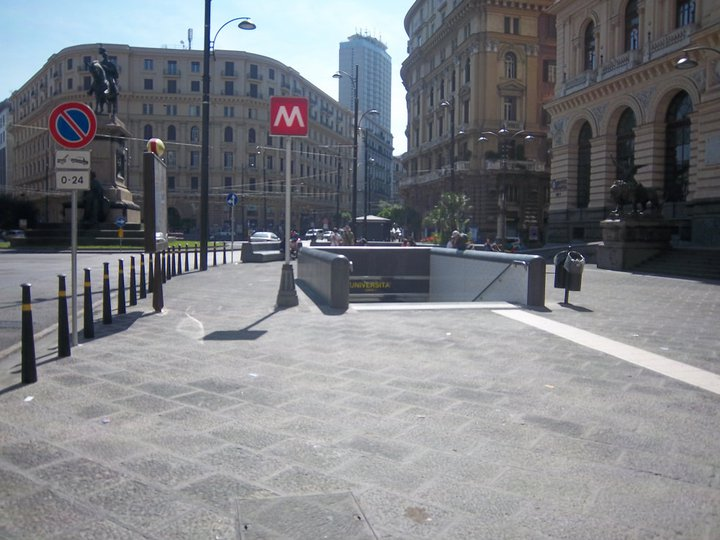
L'ingresso su piazza Giovanni Bovio lato Palazzo della Borsa
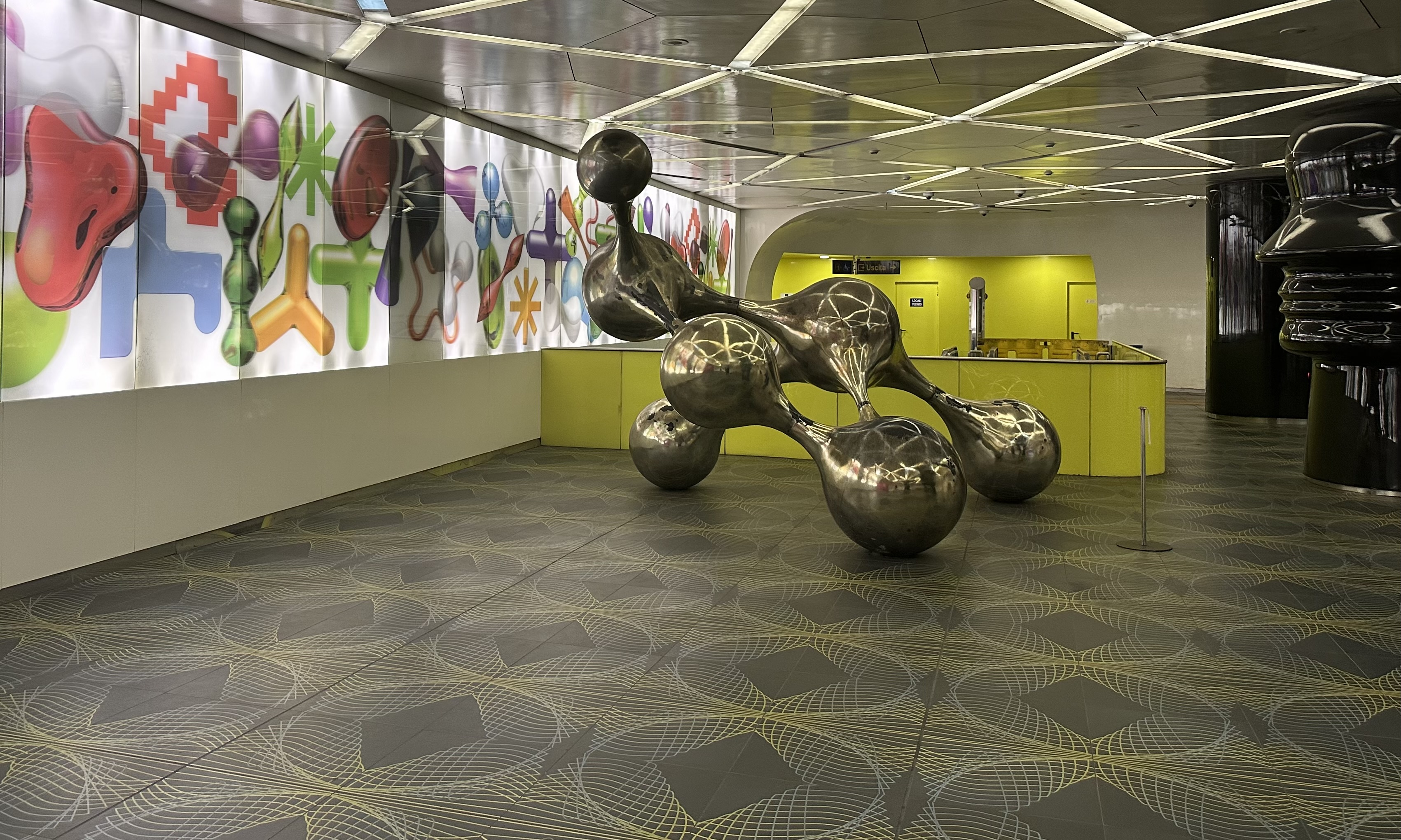
Il mezzanino della stazione
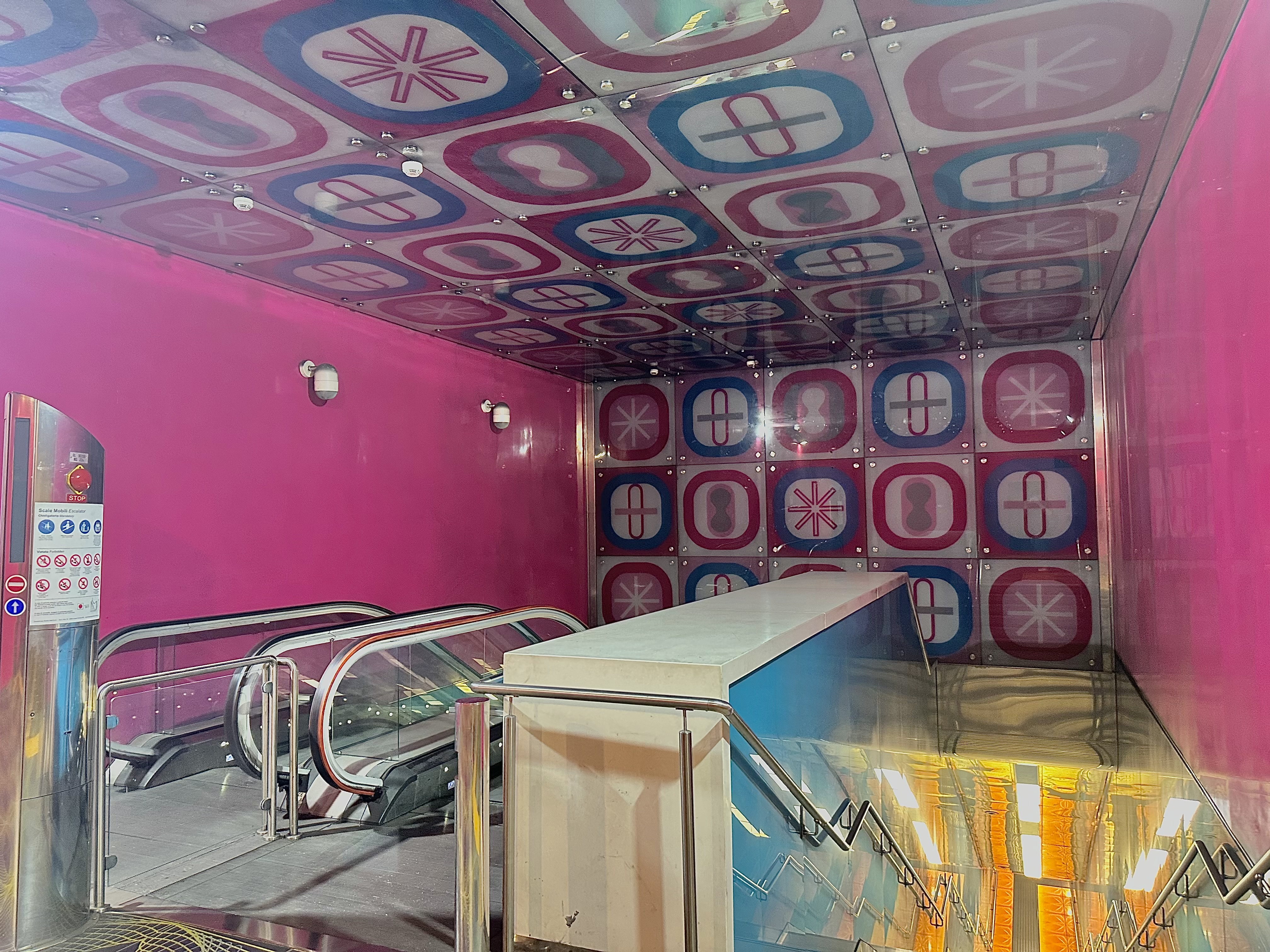
Le scale mobili e tradizionali
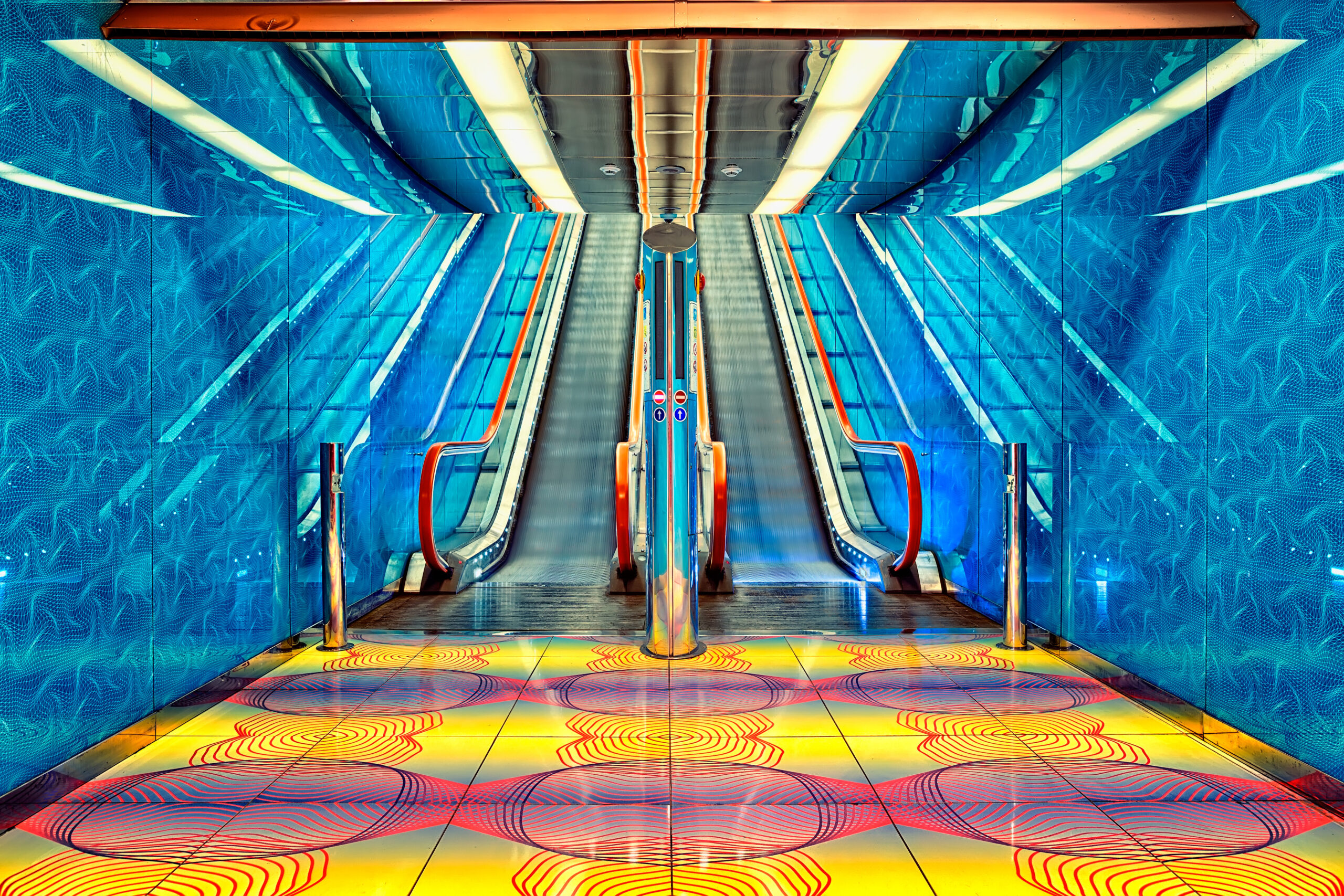
Dettaglio delle scale mobili
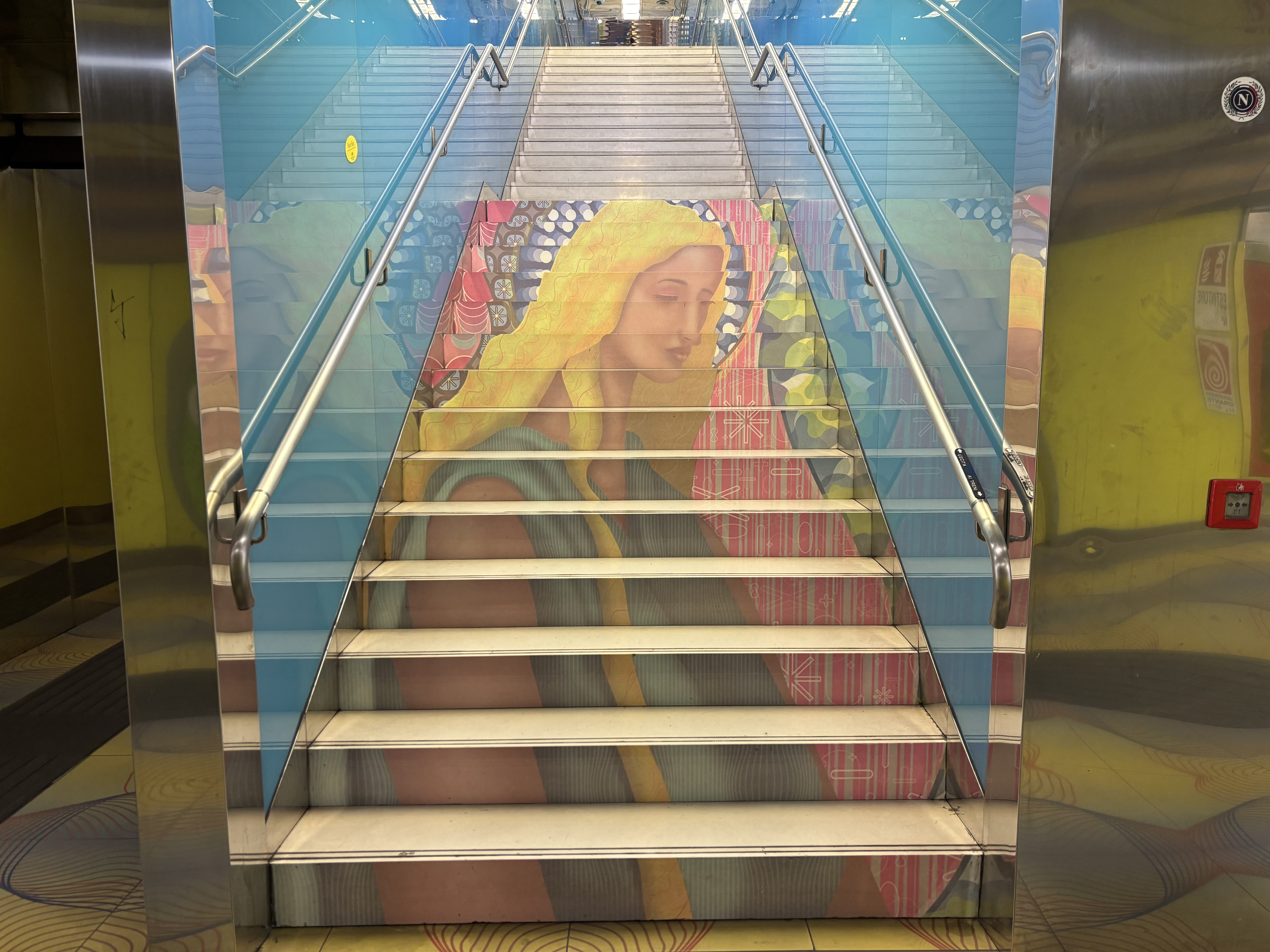
Raffigurazione di Beatrice Portinari sulle scale tradizionali
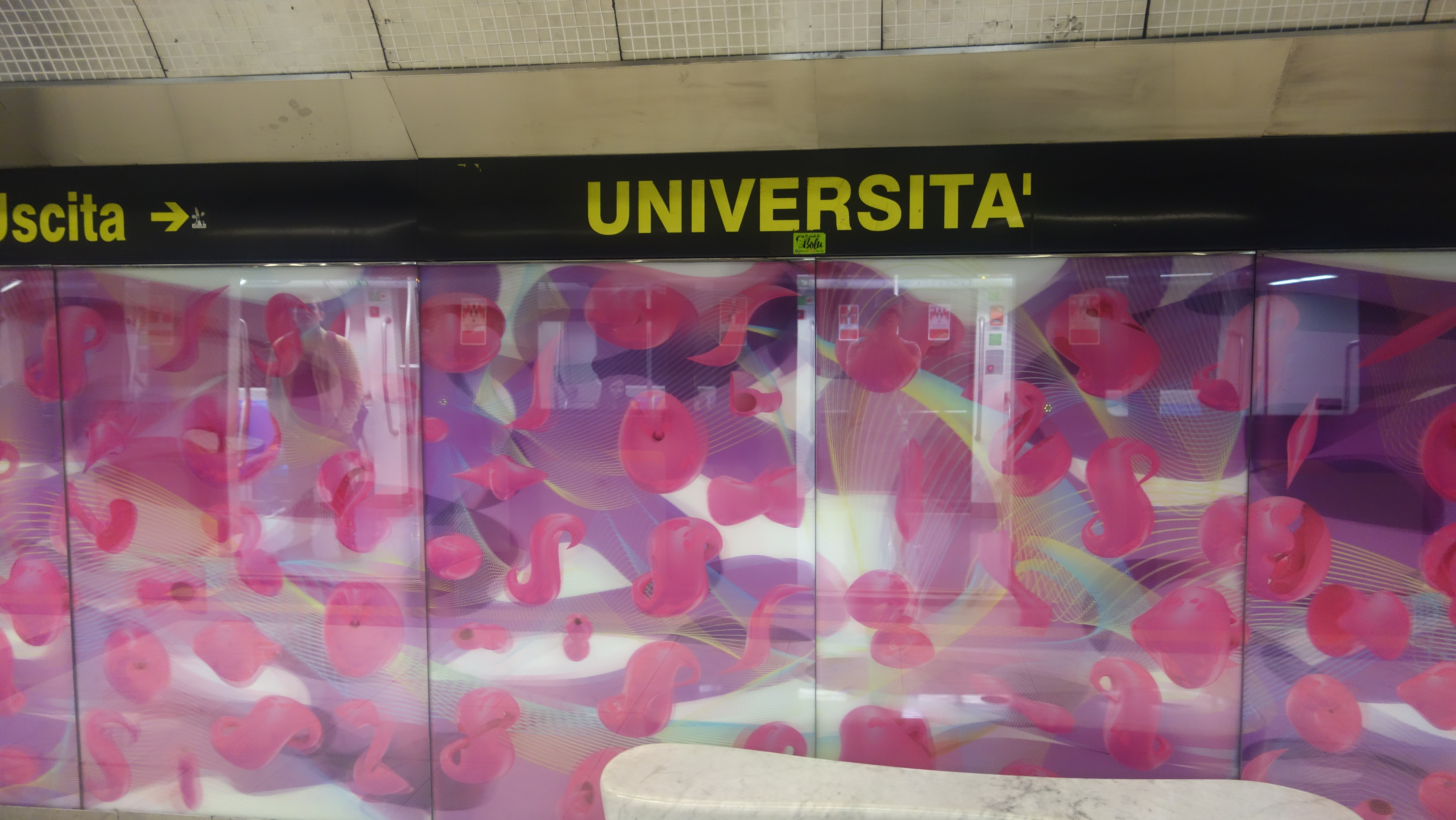
Dettaglio della banchina in direzione Piscinola